# Bactrocera scutellina
Bactrocera scutellina är en tvåvingeart som först beskrevs av Mario Bezzi 1916.  Bactrocera scutellina ingår i släktet Bactrocera och familjen borrflugor.
Artens utbredningsområde är Filippinerna. Inga underarter finns listade.